# Circopetes obtusata
Circopetes obtusata là một loài bướm đêm thuộc họ Geometridae. Nó được tìm thấy ở Chính quốc Úc.
Sải cánh dài khoảng 60 mm.
Ấu trùng ăn Eucalyptus nicholii.

## Hình ảnh

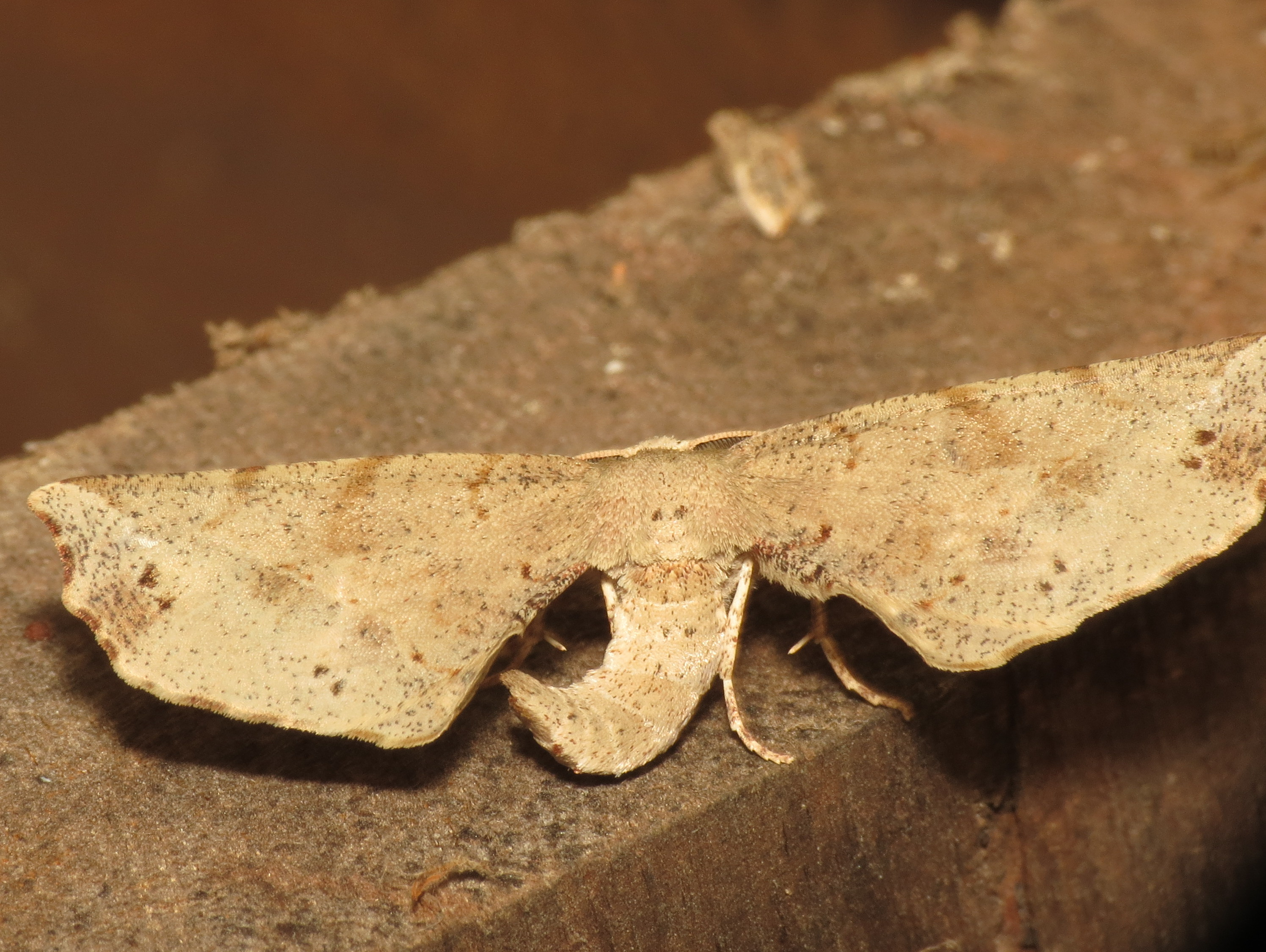
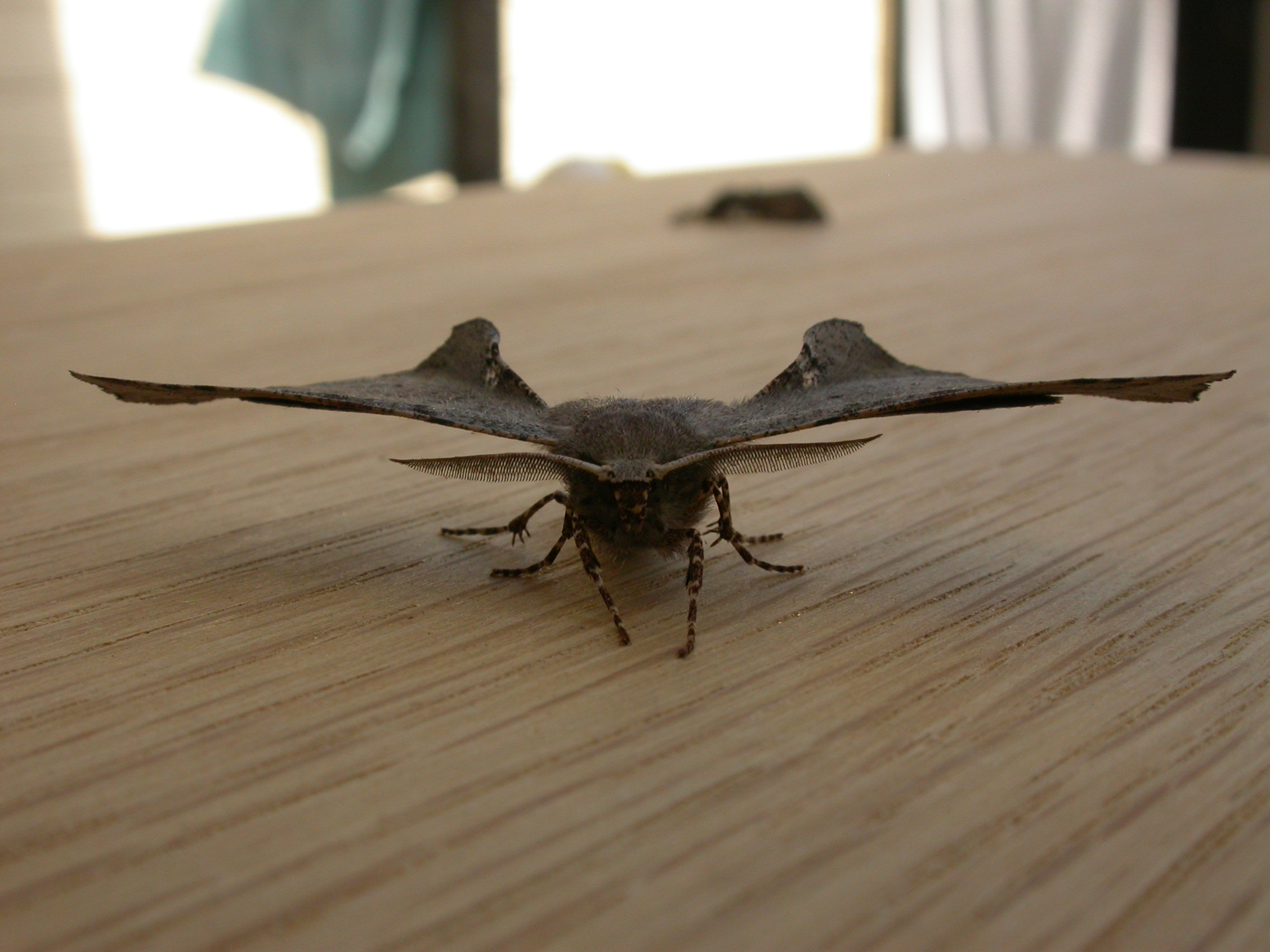
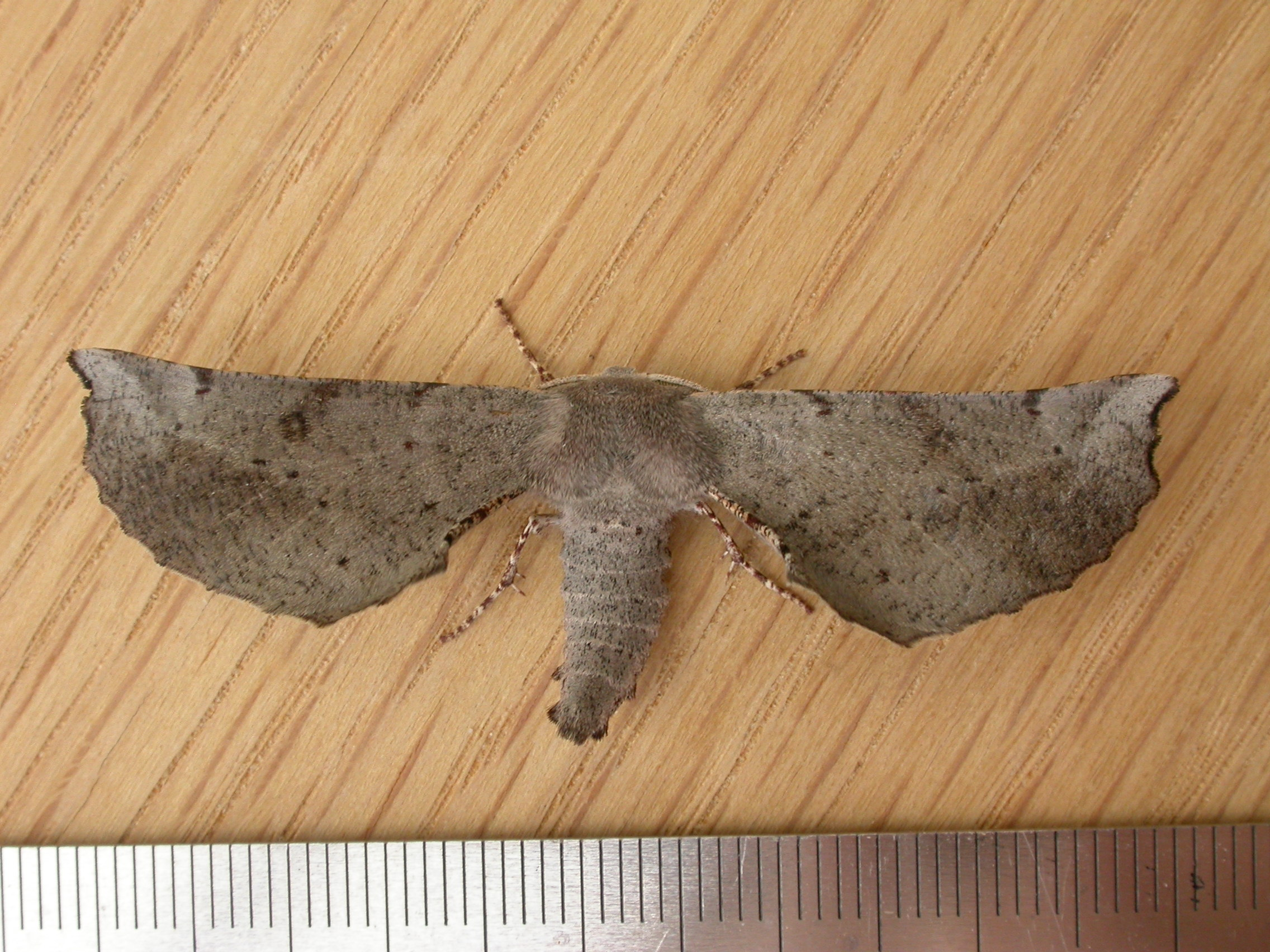
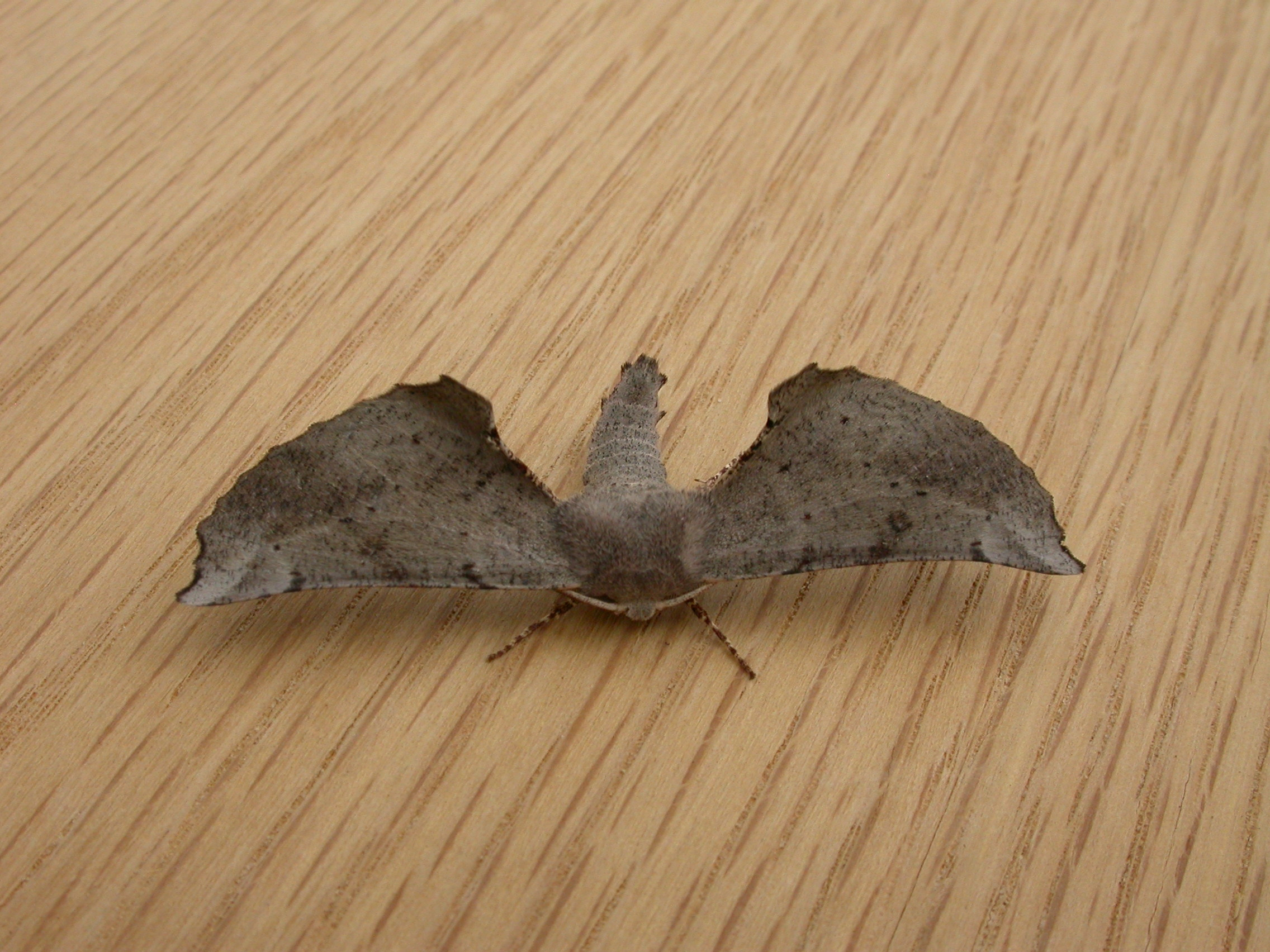